# Erfurt (tỉnh)
Erfurt là một tỉnh (Bezirk) của Cộng hòa Dân chủ Đức. Nơi đặt trụ sở và đô thị chính là Erfurt.

## Lịch sử
Cùng với 13 tỉnh khác, tỉnh Erfurt được thành lập vào ngày 25 tháng 7 năm 1952, thay thế các bang cũ của Đức. Sau ngày 3 tháng 10 năm 1990, tỉnh bị bãi bỏ trong giai đoạn tái thống nhất nước Đức, trở thành một phần của bang Thüringen.

## Địa lý

### Vị trí
Tỉnh Erfurt giáp với các Bezirke Magdeburg, Halle, Gera và Suhl. Tỉnh giáp với Cộng hòa Liên bang Đức ở phía tây.

### Phân cấp
Bezirk được chia thành 15 kreise: 2 quận (Stadtkreise) và 13 huyện (Landkreise): 
- Quận: Erfurt; Weimar.
- Huyện: Apolda; Arnstadt; Eisenach; Erfurt-Land; Gotha; Heiligenstadt; Langensalza; Mühlhausen; Nordhausen; Sömmerda; Sondershausen; Weimar-Land; Worbis.